# Johann Bernhard Spatz

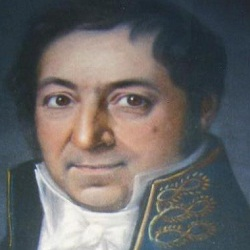
Johann Bernhard Spatz

Johann Bernhard Spatz (* 18. November 1782 in  Speyer; † 16. Juni 1840 in Zweibrücken) war ein deutscher Bauingenieur und Architekt, der als Baubeamter im Dienste des Königreichs Bayern tätig war.

## Leben und Wirken
Er wurde geboren als Sohn des lutherischen Pfarrers Friedrich Wilhelm Spatz und dessen Ehefrau Maria Margaretha Salome Spatz geb. von Stoekken. Ihr Vater, der Speyerer Stadtsyndikus Johann Gerhard von Stoekken, war Großneffe des Dichters Christian von Stökken. Am 10. November 1800 immatrikulierte sich Johann Bernhard Spatz an der Staatswirtschaftliche Hohe Schule in Heidelberg für Staats- und Wirtschaftswissenschaften. 
Bereits 1807 führte Spatz im Auftrag der Verwaltung des französischen Départements du Mont-Tonnerre als Kondukteur Vermessungsarbeiten für das Straßen- und Brückenbauamt im Bezirk Speyer durch. Am 15. Juni 1810 trat er offiziell als Beamter in die Dienste der französischen Regierung. Zunächst Kondukteur 3. Klasse, stieg er 1811 zum  Kondukteur 2. Klasse und 1813 zum Kondukteur 1. Klasse auf. 
Nach Rückgabe der linksrheinischen Gebiete an Deutschland entstand ab 1814 eine gemeinsame österreichisch-bayerische Regierung in Kreuznach, bei der sich Johann Bernhard Spatz im Oktober 1814 erfolgreich um eine Stelle als Baukondukteur bzw. Kreis-Ingenieur im Kreis Speyer bewarb. In dieser Stellung oblagen ihm sowohl der Wasser-, Wege- und Brückenbau als auch die Planung, Errichtung und Instandhaltung aller öffentlichen Gebäude. Am 24. April 1816 übernahm Spatz das Amt des Kreis-Ingenieurs von Alzey, war aber weiterhin auch in den Kreisen Speyer und Frankenthal tätig. 

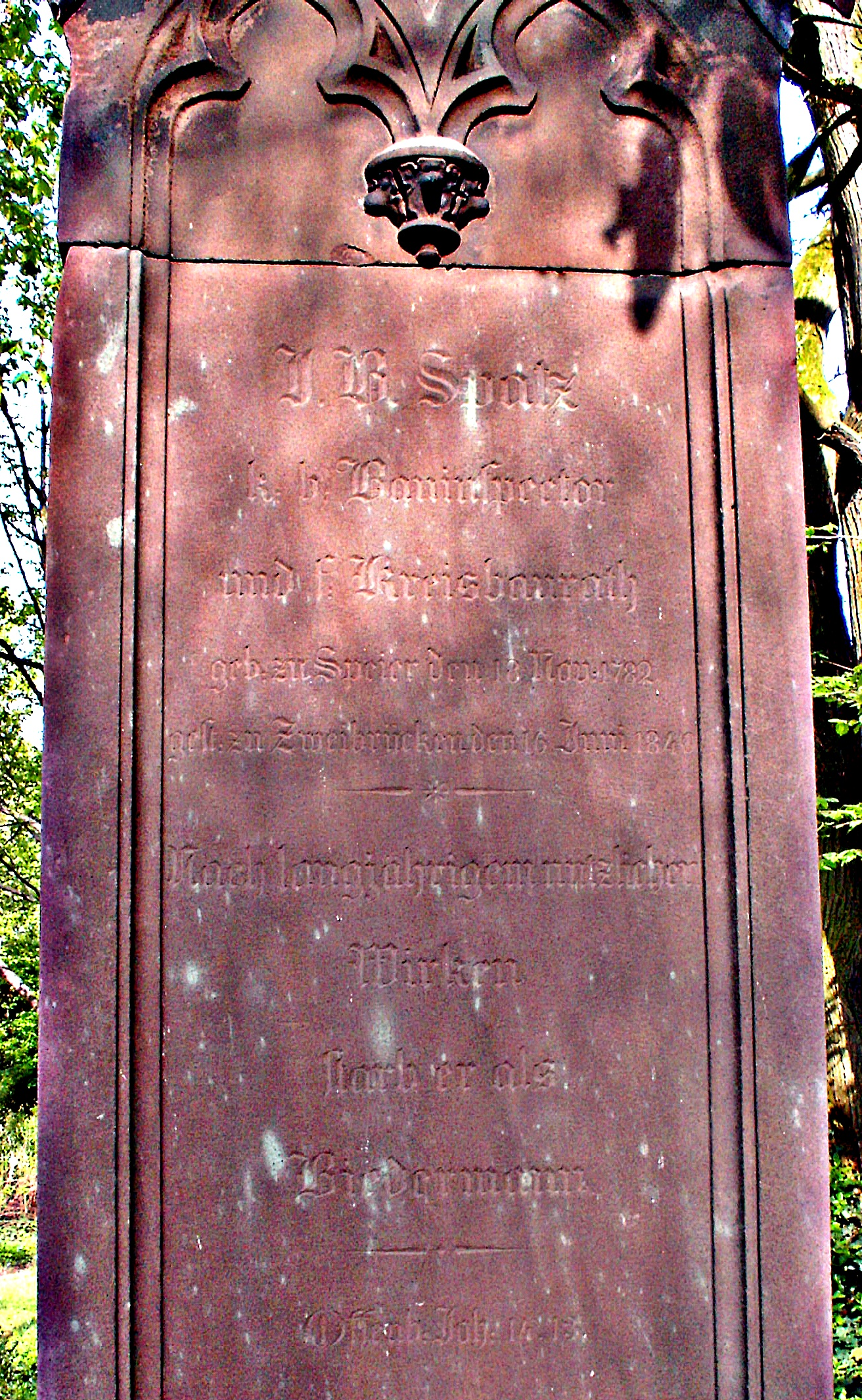
Grabstein, Alter Friedhof Speyer

Zum 1. Juni 1816 trat er in den Dienst des Königreichs Bayern, zum 1. Dezember 1817 wurde er zum Bauinspektor und Leiter der staatlichen Bauinspektion Speyer befördert, der die gesamte Vorder- und Südpfalz unterstand. Neben der Planung und Errichtung öffentlicher Gebäude kümmerte sich Johann Bernhard Spatz besonders intensiv um den Ausbau des Straßennetzes und war Erfinder der „Straßenbaumethode Spatz“, weshalb ihn sein Biograf Lothar Keller 1980 als „Wegbereiter des modernen Straßenbaus“ in der Pfalz bezeichnete. 
Am 7. März 1836 wurde Spatz zum Kreisbaurat des bayerischen Rheinkreises ernannt, womit ihm die Leitung des gesamten staatlichen Bauwesens im linksrheinischen Bayern unterstand. In der zweiten Jahreshälfte 1839 erkrankte er ernsthaft und musste zu einem längeren Genesungsurlaub in die Schweiz reisen. Im Juni 1840 hielt sich Johann Bernhard Spatz zur Rechnungsprüfung bei der Bauinspektion Zweibrücken auf. Am Abend des 16. Juni befiel ihn im Gasthof Heck ein plötzliches Unwohlsein, und er starb im Beisein des Gastwirts Ludwig Heck sowie des Straßenwärters Johann Laurent. Man überführte ihn nach Speyer und bestattete ihn auf dem heutigen Alten Friedhof, wo sich sein Grabstein erhalten hat. Darauf heißt es: „Nach langjährigem nützlichen Wirken starb er als Biedermann“.   
Johann Bernhard Spatz stand in der Tradition des sogenannten „Weinbrennerstils“. Er plante bzw. erbaute u. a. das Kurhaus Bad Dürkheim, die benachbarte Dürkheimer Ludwigskirche, die protestantische Kirche in Gerolsheim (Ausführung nach Entwurf von August von Voit), die katholische Kirche Heilig Kreuz und St. Nikolaus in Hayna, die katholische Pfarrkirche St. Maria Magdalena in Roxheim, die protestantische Kirche Ludwigshafen-Ruchheim (zusammen mit August von Voit), das Gebäude der heutigen Domhof-Brauerei Speyer (Große Himmelsgasse 6), die Johannes-Hoffmann-Schule in Mutterstadt, das Forsthaus Kehrdichannichts bei Bad Dürkheim sowie das Forsthaus Wolfsgrube bei Elmstein. Bis zu seiner Versetzung 1830 war Johann Philipp Mattlener einer der engsten Mitarbeiter von Spatz. Beide bauten im gleichen klassizistischen Stil.
Johann Bernhard Spatz war verheiratet mit Charlotte Katharina geb. Holtzmann (1784–1825), Tochter des Speyerer Oberbürgermeisters Carl Alexander Holtzmann. Der gemeinsame Sohn Carl Alexander Spatz (1810–1856) gehörte 1848/1849 als Abgeordneter der Frankfurter Nationalversammlung an. Zu den Enkeln gehören Carl Spatz (1845–1907), Architekt, Erbauer und Gründungsdirektor des pfälzischen Gewerbemuseums (heute Pfalzgalerie), Karl Bernhard Lehmann (1858–1940), Pionier der Mikrobiologie und Gewerbehygiene, Wilhelm Ludwig Lehmann (1861–1932), Maler und Hochschullehrer in Zürich, und Julius Friedrich Lehmann (1864–1935), antisemitisch-völkischer Verleger in München.

## Bauten (Auswahl)

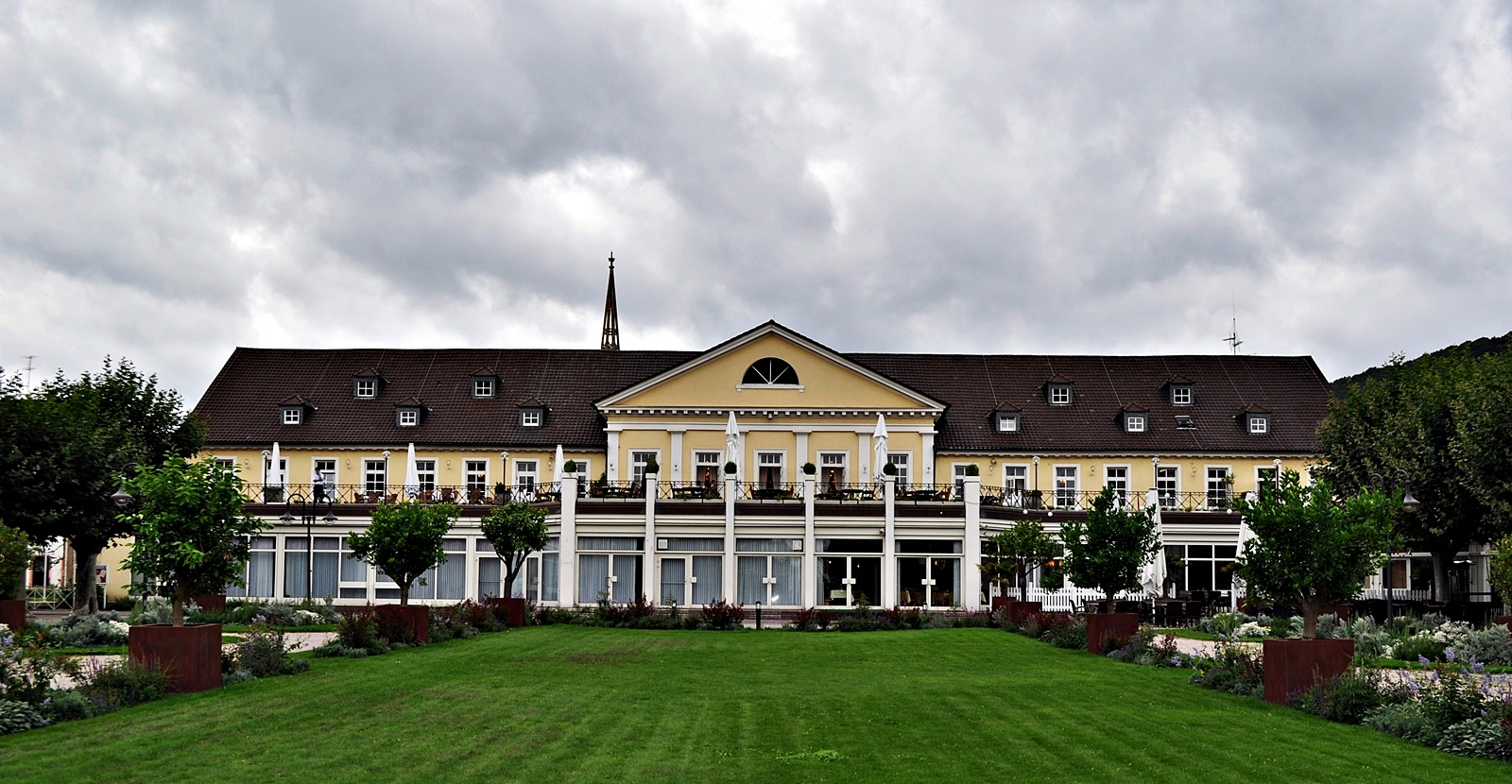
Kurhaus in Bad Dürkheim
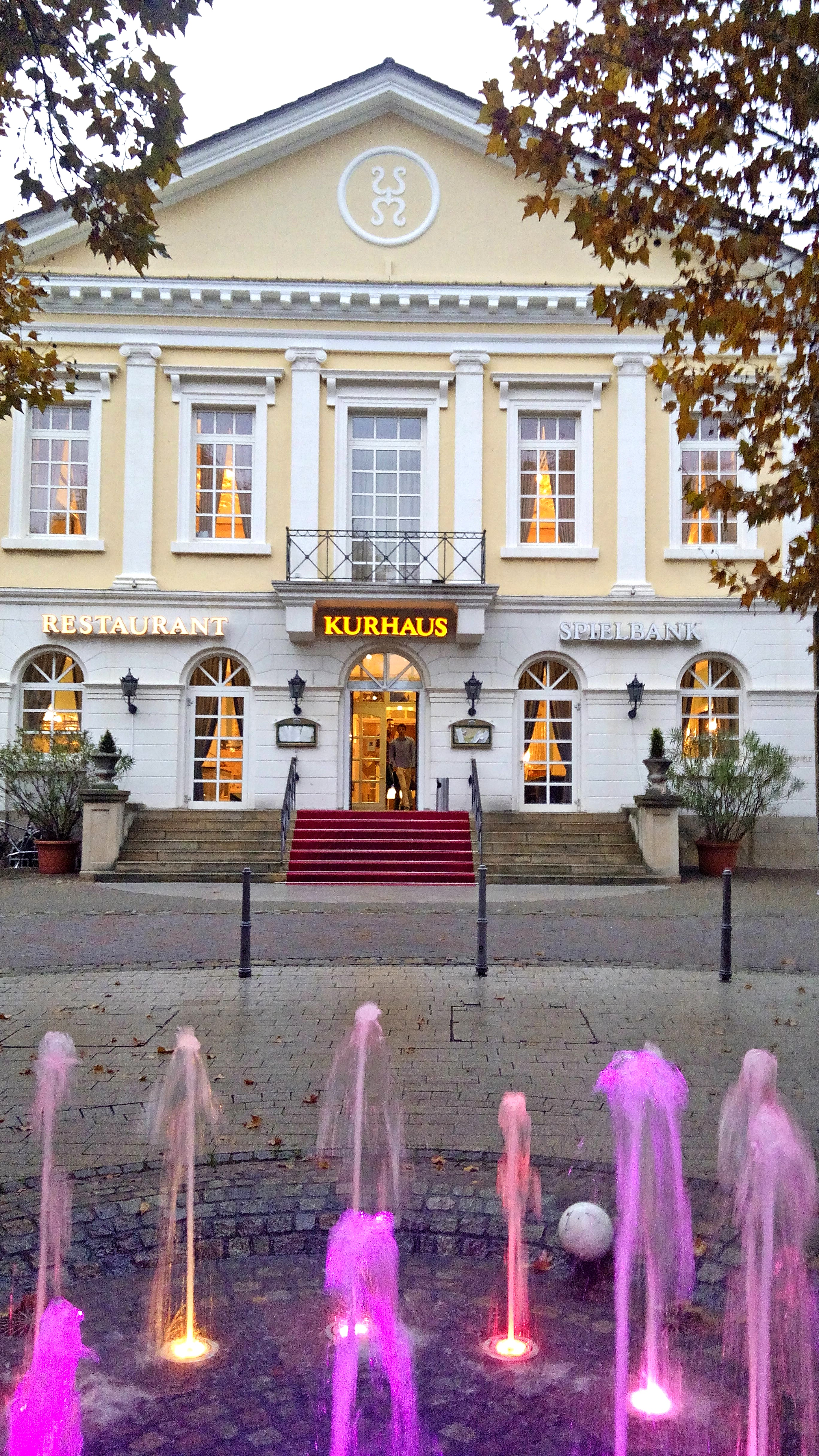
Kurhaus in Bad Dürkheim, Fassade
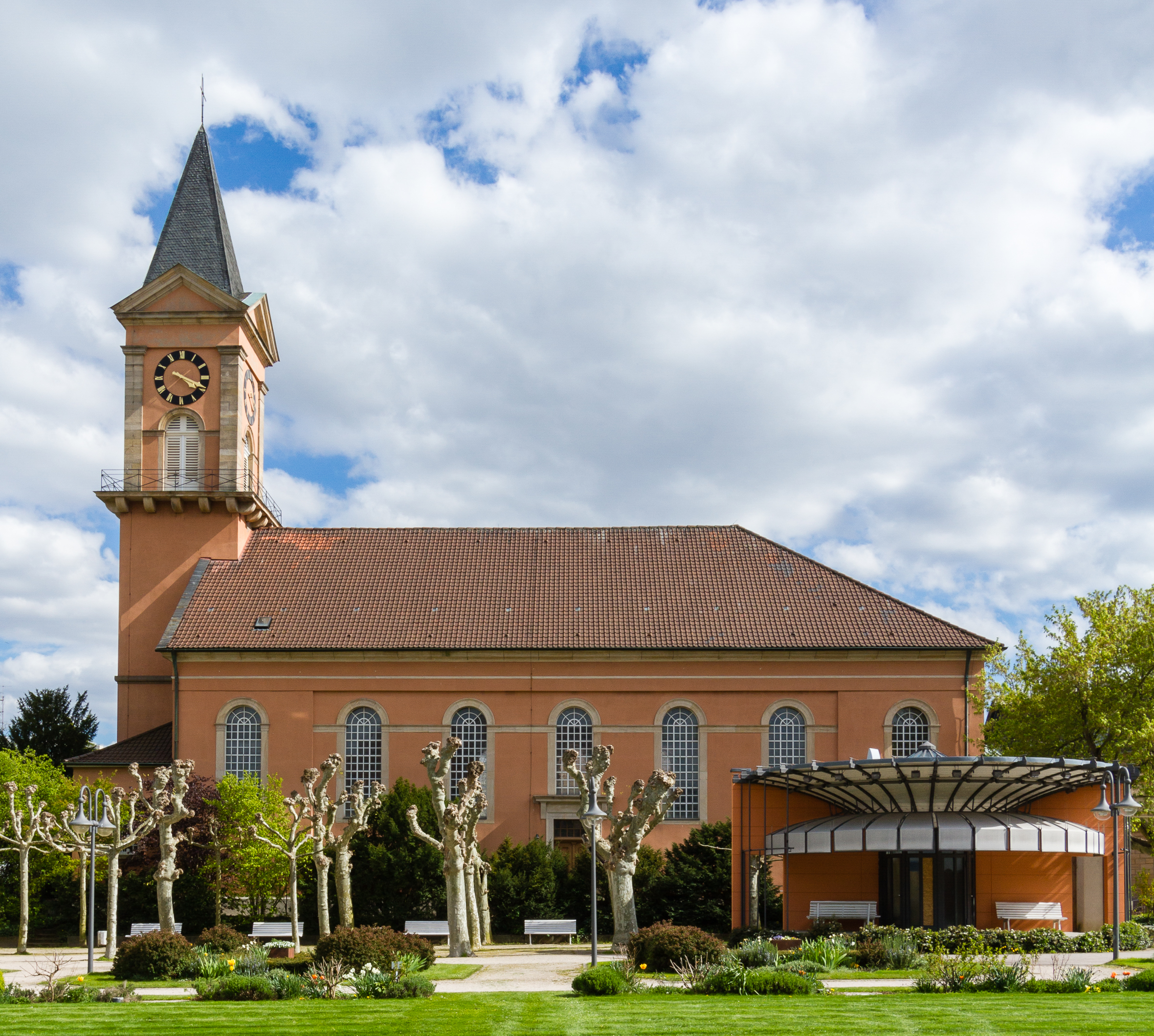
St. Ludwig in, Bad Dürkheim
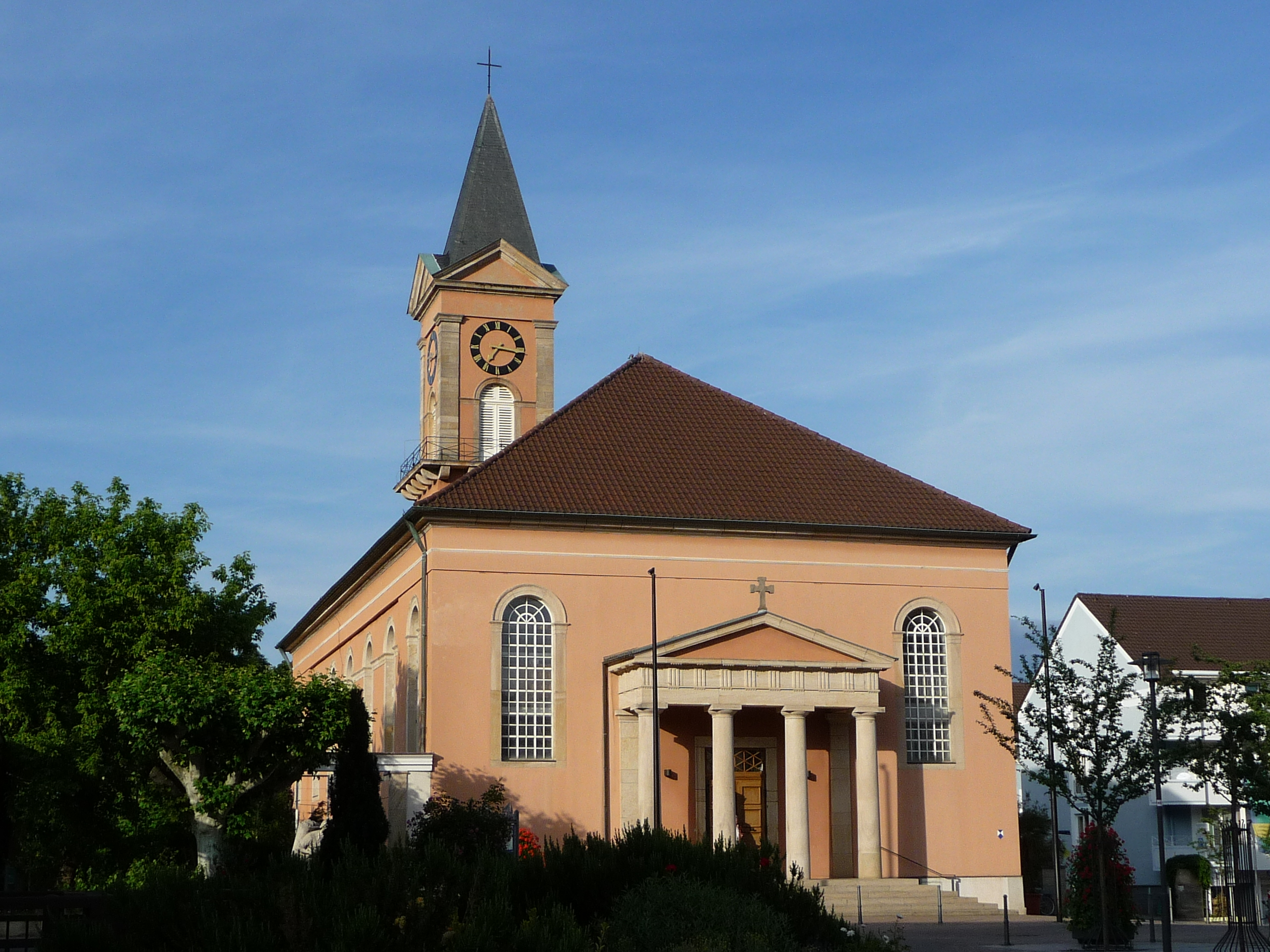
St. Ludwig in Bad Dürkheim, Westfassade
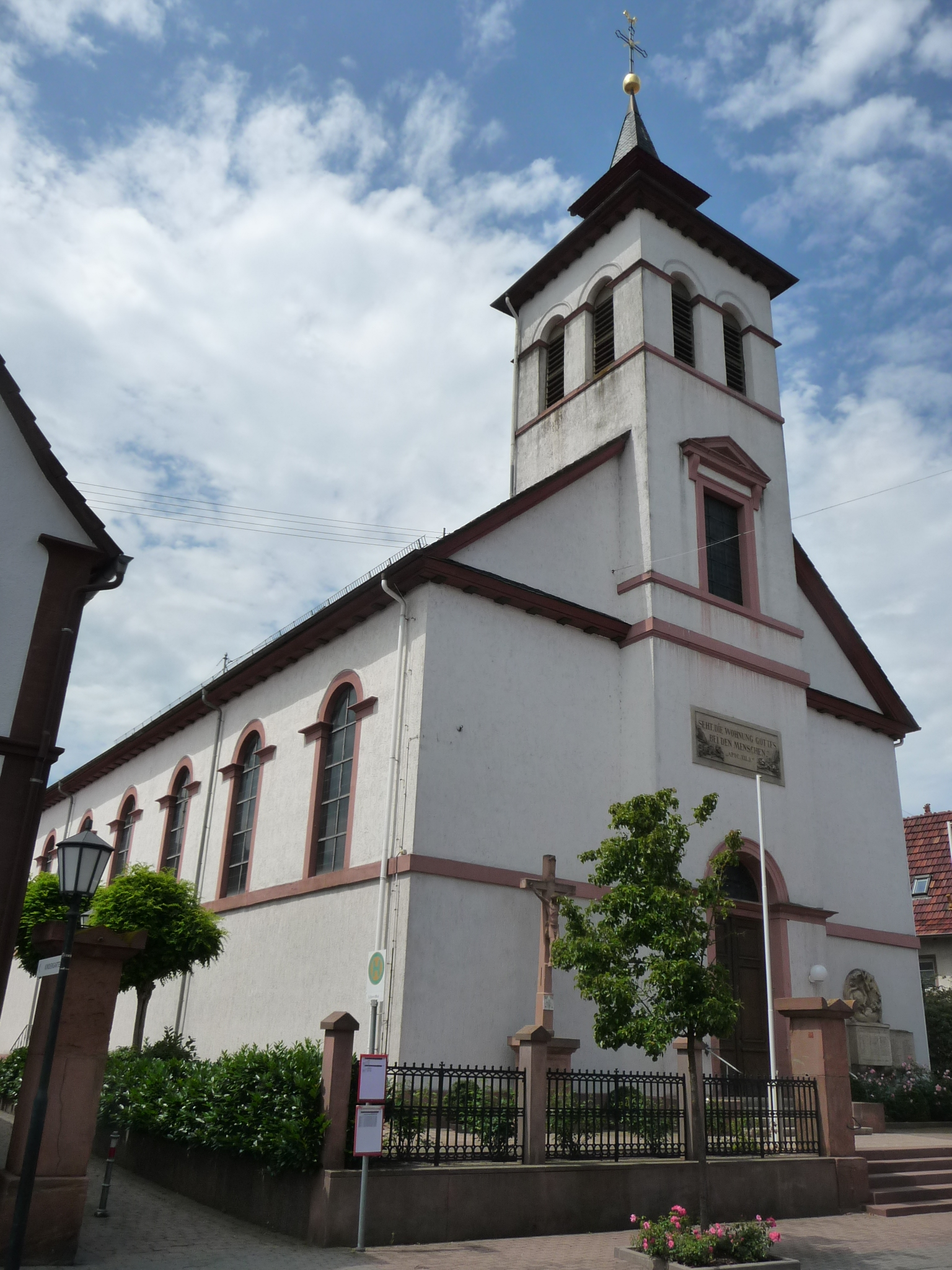
Katholische Pfarrkirche Hayna
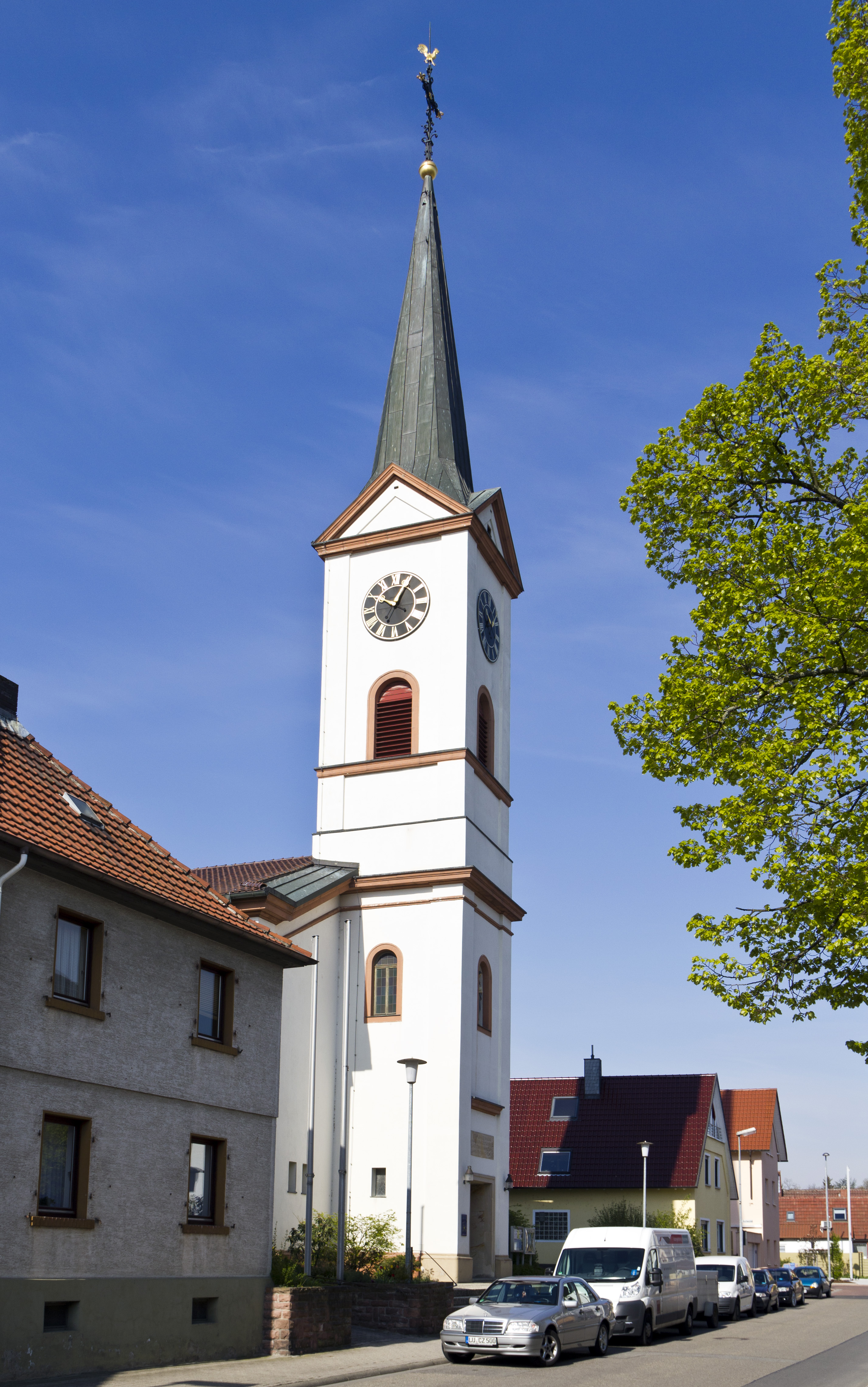
St. Maria Magdalena in Roxheim
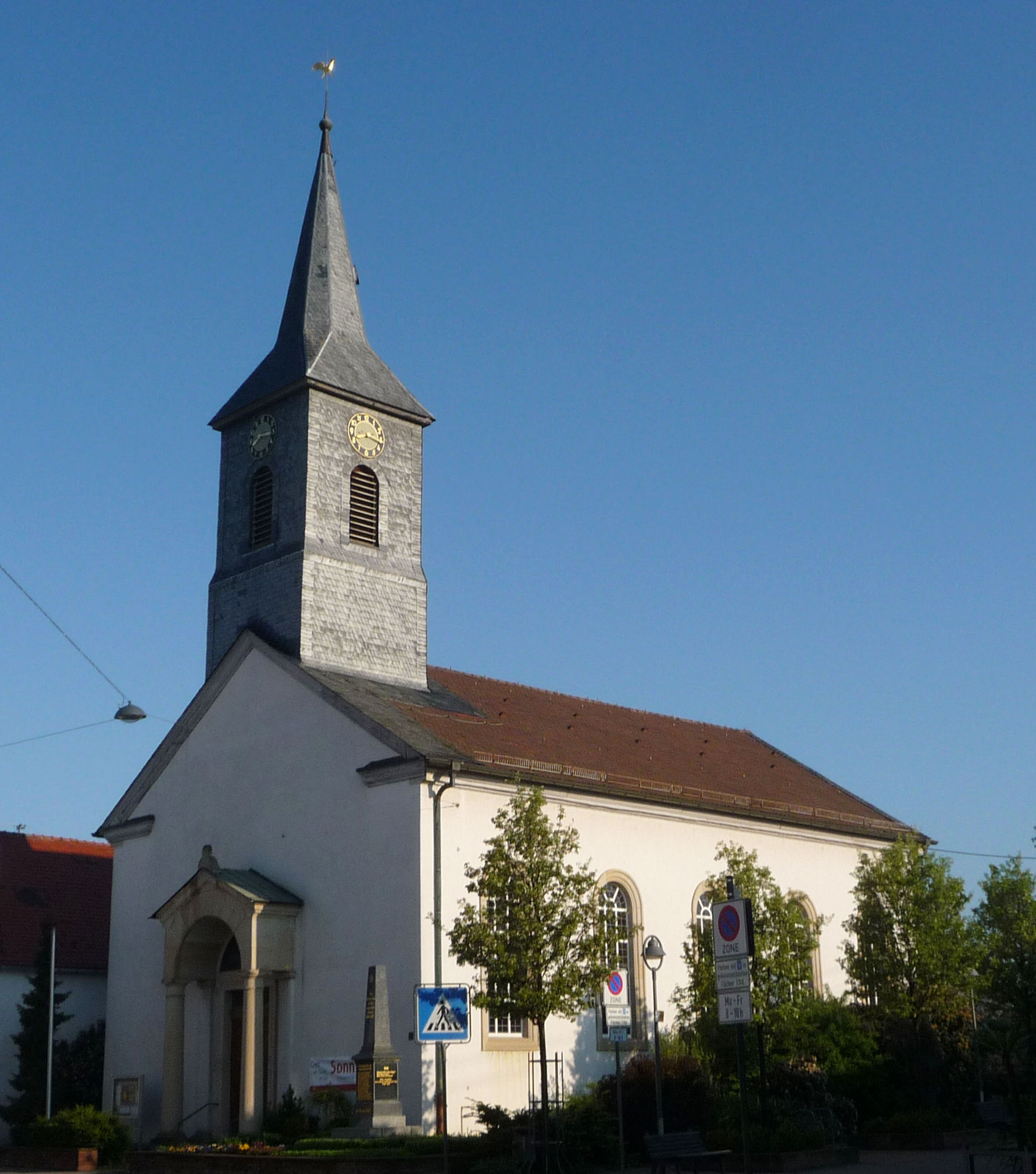
Protestantische Kirche in Ludwigshafen-Ruchheim
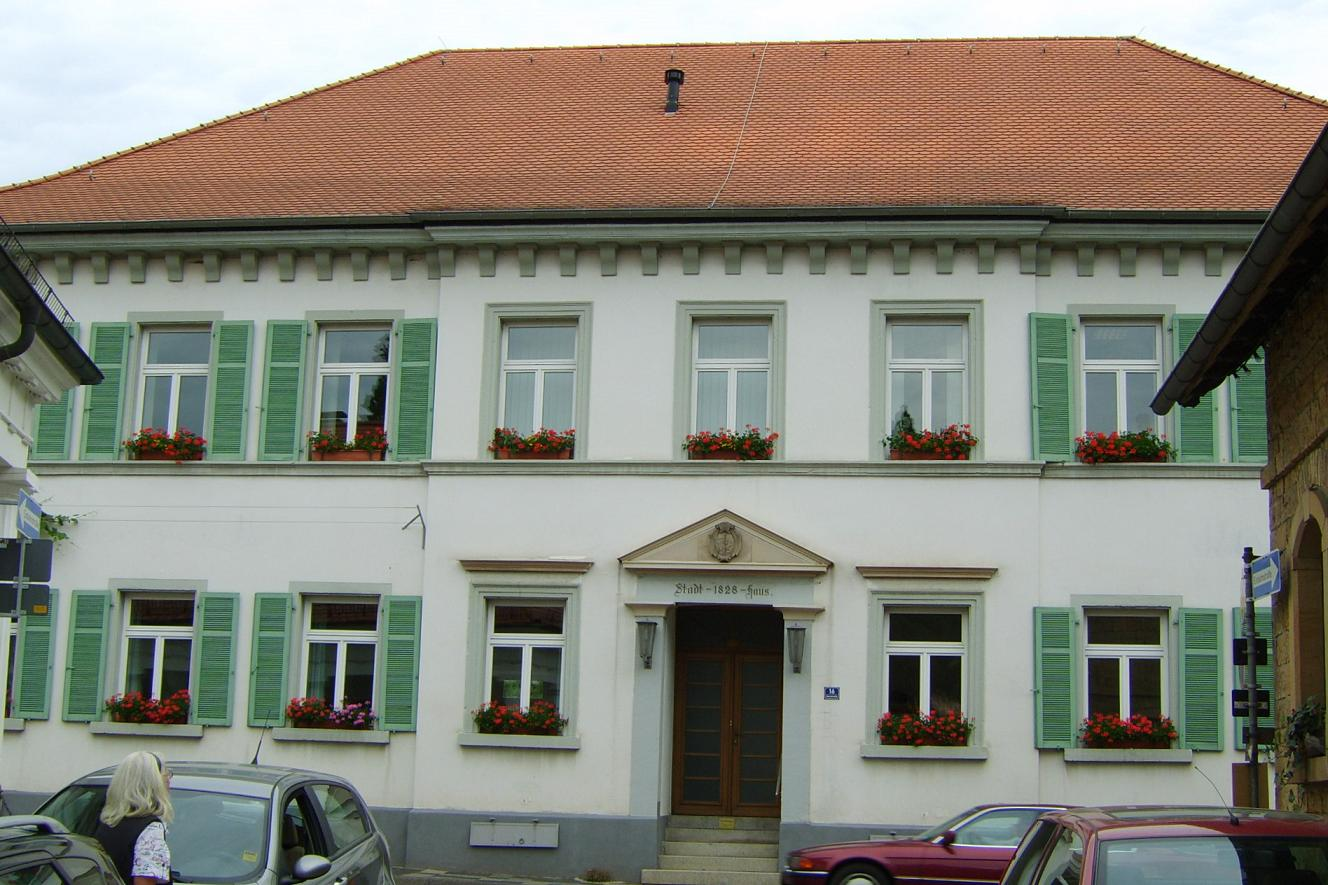
Ehemaliges Schul- und Rathaus in Wachenheim
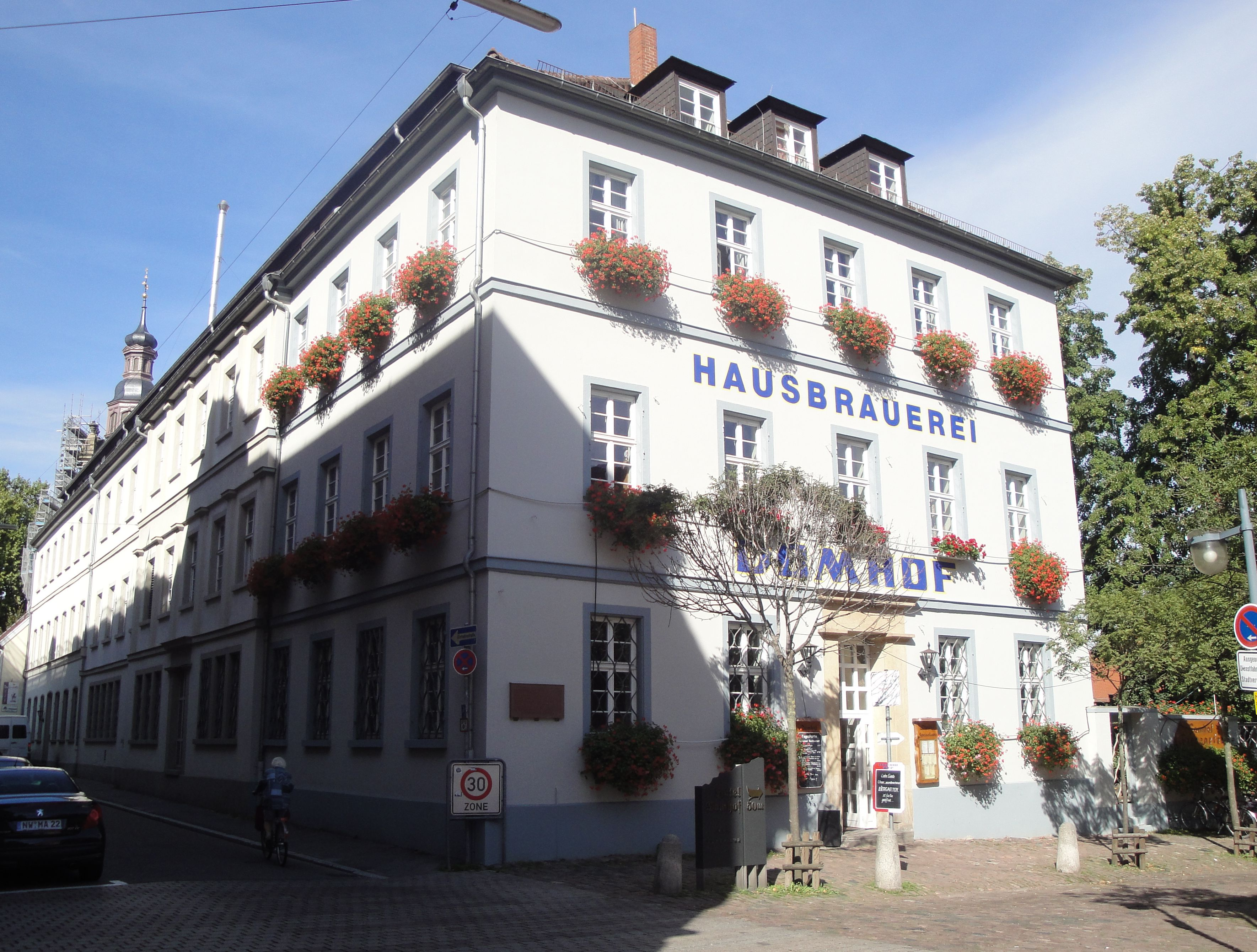
Ehemalige Volksschule, heute Domhof-Brauerei in Speyer
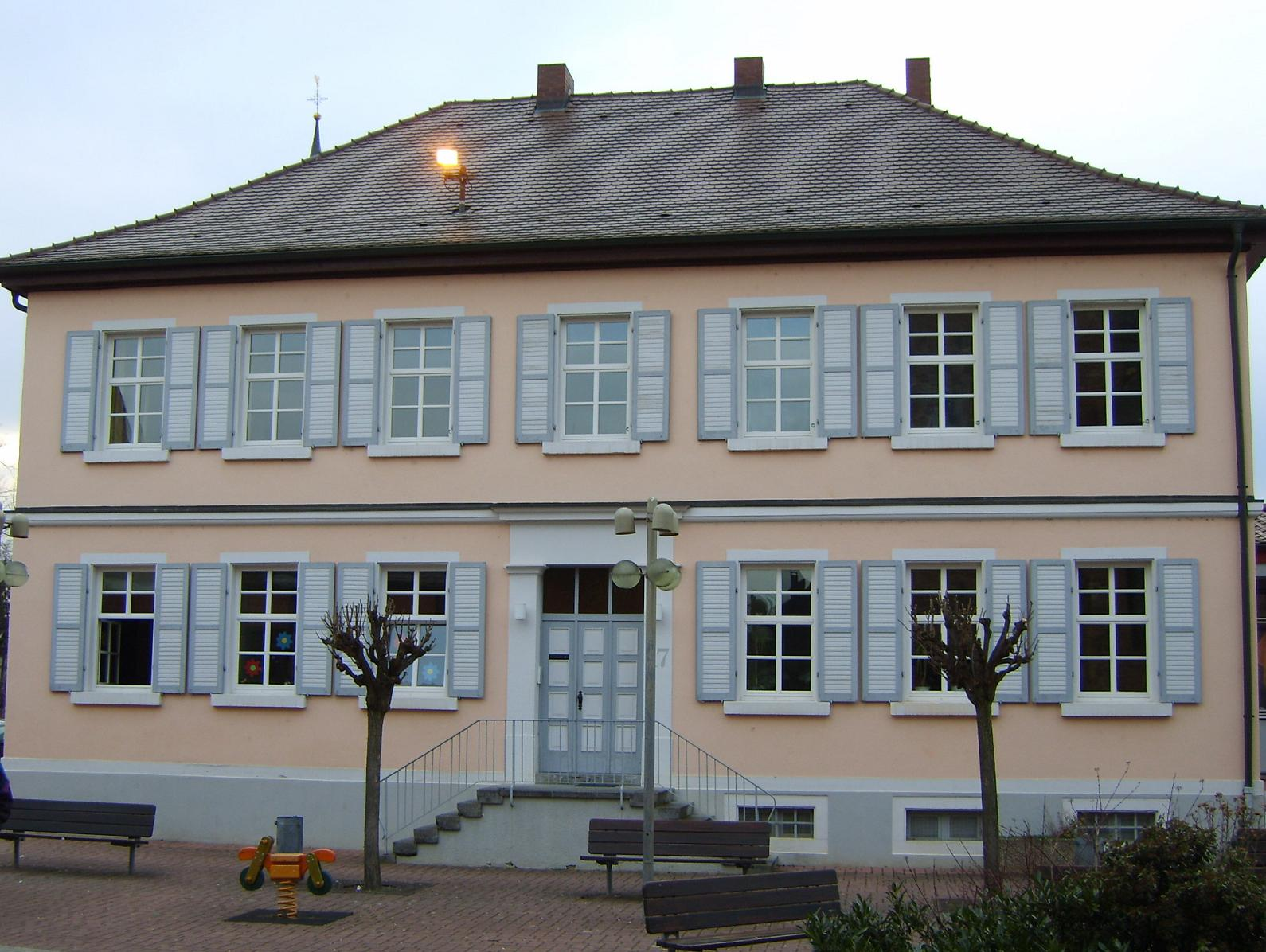
Ehemaliges Schul- und Rathaus, Otterstadt
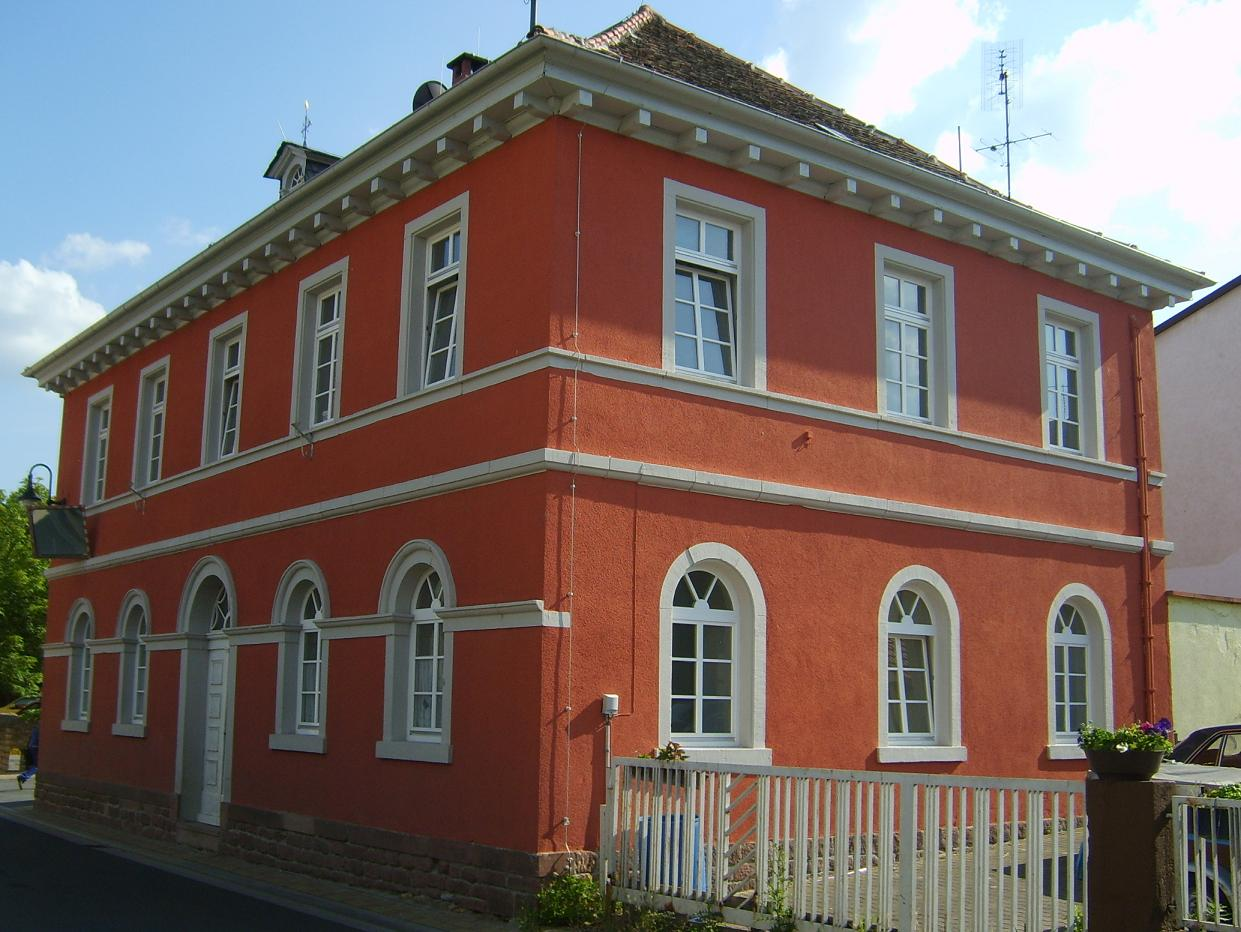
Ehemaliges Schul- und Rathaus in Großbockenheim
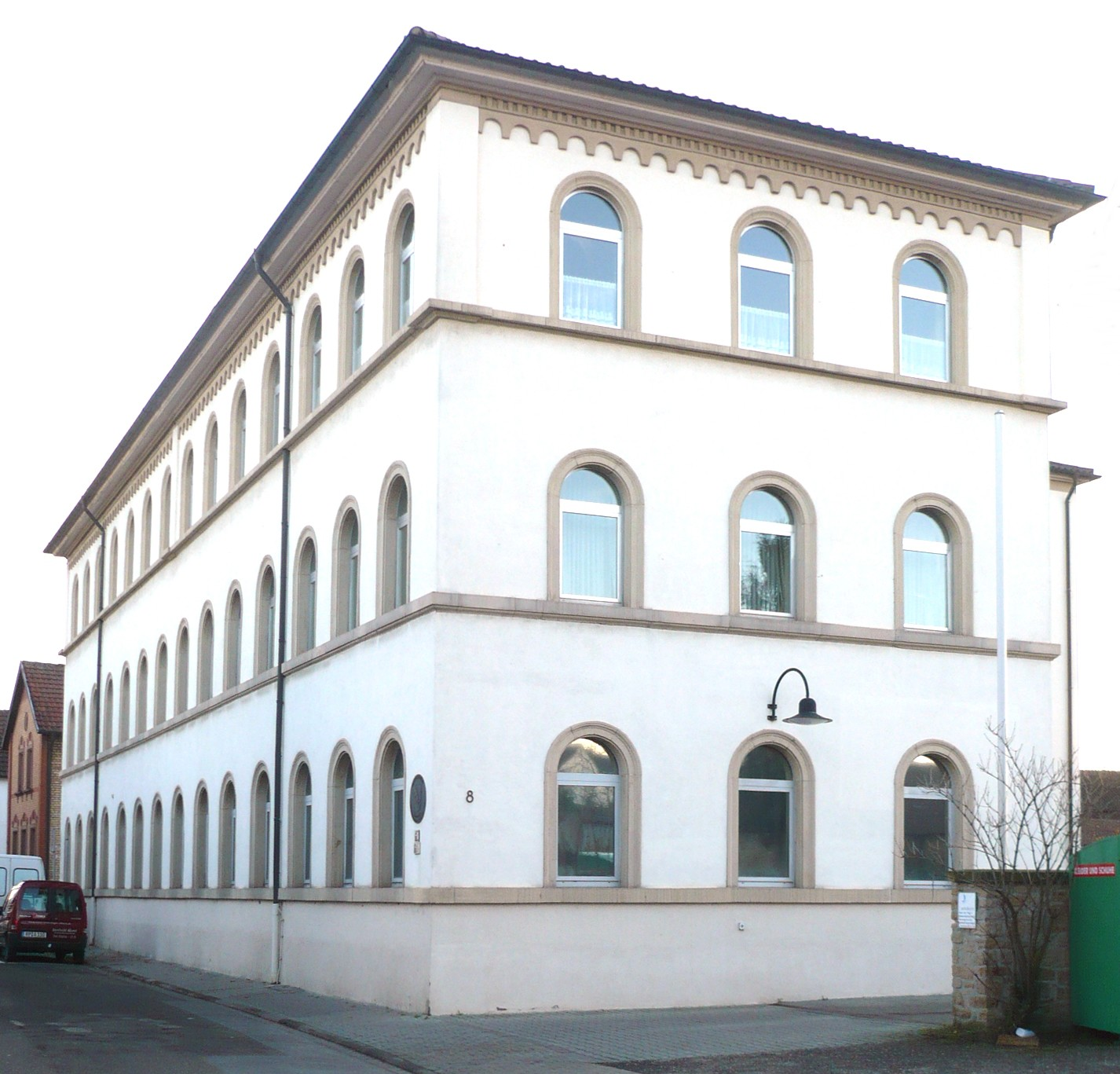
Johannes-Hoffmann-Schule in Mutterstadt
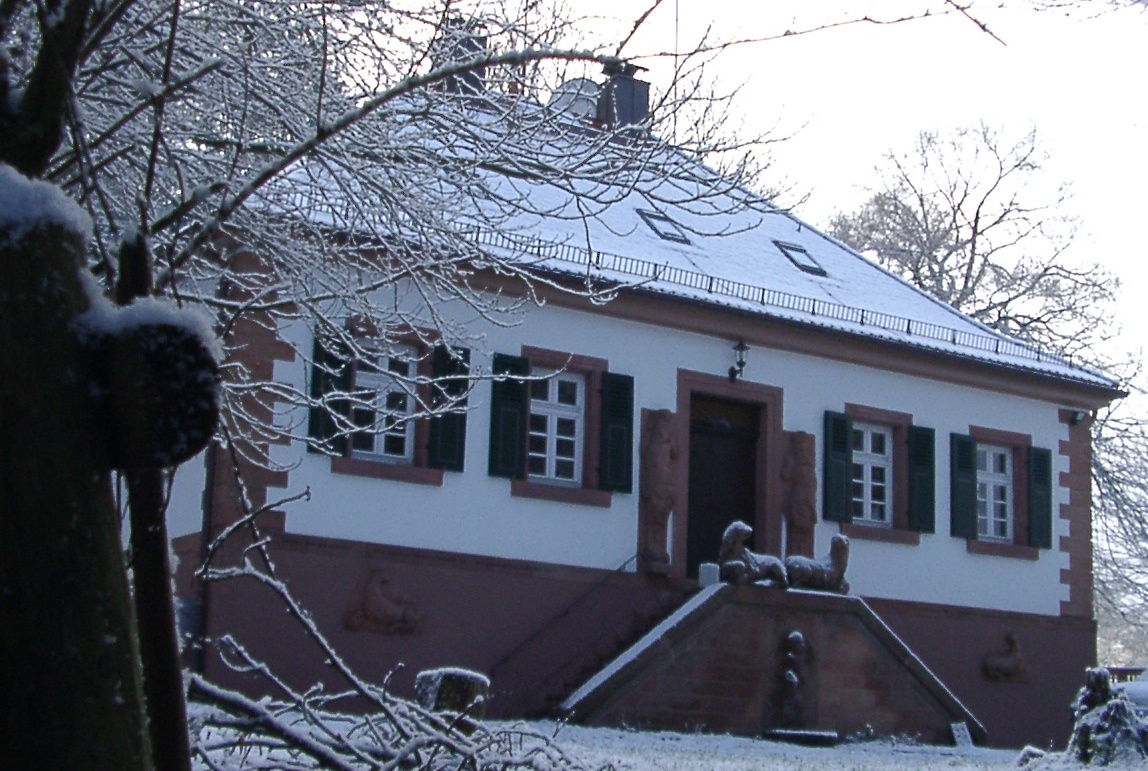
Forsthaus Kehrdichannichts